# Alexander Satschko
Alexander "Alex" Satschko (Deggendorf, 12 de novembro de 1980) é um tenista profissional alemão

## ATP Tour finais

### Duplas: 1 (1 título)
| Legenda                           |
| --------------------------------- |
| Grand Slam (0–0)                  |
| ATP World Tour Finals (0–0)       |
| ATP World Tour Masters 1000 (0–0) |
| ATP World Tour 500 Series (0–0)   |
| ATP World Tour 250 Series (1–0)   |

| Títulos por Piso |
| ---------------- |
| Duro (0–0)       |
| Saibro (1–0)     |
| Grama (0–0)      |

| Resultado | N. | Data             | Torneio                      | Piso   | Parceiro        | Oponentes                               | Placar        |
| --------- | -- | ---------------- | ---------------------------- | ------ | --------------- | --------------------------------------- | ------------- |
| Campeão   | 1. | 7 Fevereiro 2015 | ATP de Quito, Quito, Equador | Saibro | Gero Kretschmer | Victor Estrella Burgos João Olavo Souza | 7–5, 7–6(7–3) |